# Алашкерська операція
Алашкерська операція 1915 року — оборонна операція військ лівого флангу Кавказької армії проти турецької 3-й армії на Кавказькому фронті 26 червня (9 липня) — 21 липня (3 серпня) 1915 року, під час Першої світової війни. Поразка в Алашкертській операції зірвала плани турків прорвати фронт Кавказької армії в напрямку Карсу, та полегшив дії англійських військ у Месопотамії.

## Опис
На лівому крилі російської Кавказької армії діяв четвертий Кавказький корпус в складі 31 батальйону, 70 сотень та ескадронів  та 54 гармат.  9 червня несподівано перейшла в наступ ударна група турецької Третьої армії, що складалася з 89 батальйонів, 48 сотень та ескадронів, і до 21 червня відтіснила російські війська до Теліану, Алашкерту, Малого Сурп-Оганезу. 22 червня зосереджена в районі Даяру ударна група генерала Баратова в складі 24 батальйонів та 31 сотні завдала удару по лівому флангу та в тил наступаючих турецьких військ і разом з основними силами четвертого Кавказького корпусу відкинули турків до кінця серпня на лінію Бюлюк-Баші, західніше Ерджіш.
Після завершення Сарикамиської операції 1914—1915 частини 4-го Кавказького армійського корпусу (генерал від інфантерії П. І. Огановський) вийшли в район Коп, Бітліс з метою зайняти охоплююче положення для переходу в загальний наступ на Ерзурум. 8 червня корпус вийшов на захід від лінії Коп-Анд.
Турецьке командування, прагнучи зірвати план командування Кавказької армії, таємно зосередило на захід від озера Ван сильне ударне угруповання на чолі з Абдул-Керім-пашею (89 батальйонів, 48 ескадронів і сотень). Воно мало завдання притиснути 4-й Кавказький армійський корпус (31 батальйон, 70 ескадронів і сотень) в важкопрохідних і пустельному районі на північ від озера Ван, знищити його, а потім перейти в наступ на Карс, щоб перерізати комунікації російських військ і змусити їх до відходу. Частини корпусу під натиском переважаючих сил противника були змушені відходити від кордону до рубежу.
До 8 (21) липня турецькі війська вийшли до рубежу Геліан, Джура, Диядин, створивши загрозу прориву до Карс. Для зриву плану противника російське командування створило в районі Даяра ударний загін генерал-лейтенанта Н. Н. Баратова (24 батальйона, 31 сотня), який 9 (22) липня завдав контрудару у фланг і в тил 3-й турецької армії. Через добу в наступ перейшли головні сили 4-го Кавказького армійського корпусу. Турецькі війська, побоюючись обходу, почали відступати і, скориставшись недостатньо енергійними діями частин корпусу, зуміли 21 липня (3 серпня) перейти до оборони на рубежі бюлюк-Баші, Ерджиш. В результаті операції план противника знищити 4-й Кавказький армійський корпус і прорватися до Карс зазнав провал. Російські війська зберегли більшу частину зайнятої ними території і забезпечили умови для проведення Ерзурумської операції 1915—1916 років.